# Cubo de Bureba (kommunhuvudort)
Cubo de Bureba är en kommunhuvudort i Spanien.   Den ligger i provinsen Provincia de Burgos och regionen Kastilien och Leon, i den norra delen av landet, 250 km norr om huvudstaden Madrid. Cubo de Bureba ligger 685 meter över havet och antalet invånare är 119.
Terrängen runt Cubo de Bureba är platt åt sydväst, men åt nordost är den kuperad. Runt Cubo de Bureba är det mycket glesbefolkat, med 2 invånare per kvadratkilometer. Närmaste större samhälle är Briviesca, 13,8 km sydväst om Cubo de Bureba. Trakten runt Cubo de Bureba består till största delen av jordbruksmark.